# İdil Eser
İdil Eser (* 1963, Istanbul, Turecko) je turecká lidskoprávní aktivistka a ředitelka turecké pobočky Amnesty International.

## Životopis
İdil Eser vystudovala Istanbulskou univerzitu a poté mezinárodní vztahy na Columbijské univerzitě. Pracovala jako dobrovolnice pro neziskové organizace. Od roku 2016 byla ředitelkou turecké sekce Amnesty International.

## Zatčení
Po pokusu o puč začalo v Turecku zatýkání. 5. července 2017 byla zatčena za údajnou podporu Gülenova hnutí. Dne 18. července byla soudem obviněna z ozbrojené podpory teroristické organizace. 26. října 2017 byla společně s dalšími sedmi aktivisty propuštěna.